# Eugene von Guérard
Pour les articles homonymes, voir Guérard.
Johann Joseph Eugen von Guérard, né à Vienne le 17 novembre 1811 et mort à Londres le 17 avril 1901, est un artiste autrichien, actif en Australie entre 1852 et 1882. En Australie, il est habituellement désigné sous le nom d'Eugene von Guerard.

## Biographie
Son père Bernhard, un portraitiste et miniaturiste de la noblesse viennoise, l'envoie en Italie en 1826 étudier les grands maîtres. De 1838 à 1851, il vit à Düsseldorf où il étudie la peinture de paysage à l'académie royale prussienne des beaux-arts, auprès du peintre allemand Johann Wilhelm Schirmer qu'il côtoie de 1841 à 1847. En 1852, il s'embarque pour l'Australie, en pleine ruée vers l'or au Victoria. Il voyage et réalise des esquisses dans le bush, le Victoria, la Tasmanie, la Nouvelle-Galles du Sud, l'Australie-Méridionale et la Nouvelle-Zélande. Ses peintures de paysage des montagnes australiennes s'inspirent des artistes alpins européens. En 1860, certaines de ses œuvres sont envoyées, par le major général Sir Edward Macarthur, à l'exposition universelle de 1862 à Londres, et quatorze ans plus tard, il est l'un des premiers artistes australiens représentés à l'exposition universelle de 1876 à Philadelphie. En 1870, il est nommé premier maître de peinture à l'école nationale des beaux-arts et conservateur à la National Gallery of Victoria de Melbourne. Parmi ses étudiants figurent Frederick McCubbin et Tom Roberts. Il démissionne en 1881 pour regagner l'année suivante l'Europe où il meurt dans la pauvreté, après avoir perdu toutes ses économies dans le krach boursier australien de 1893.
En 1870, l'empereur d'Autriche lui attribua la croix de François-Joseph.

## Galerie

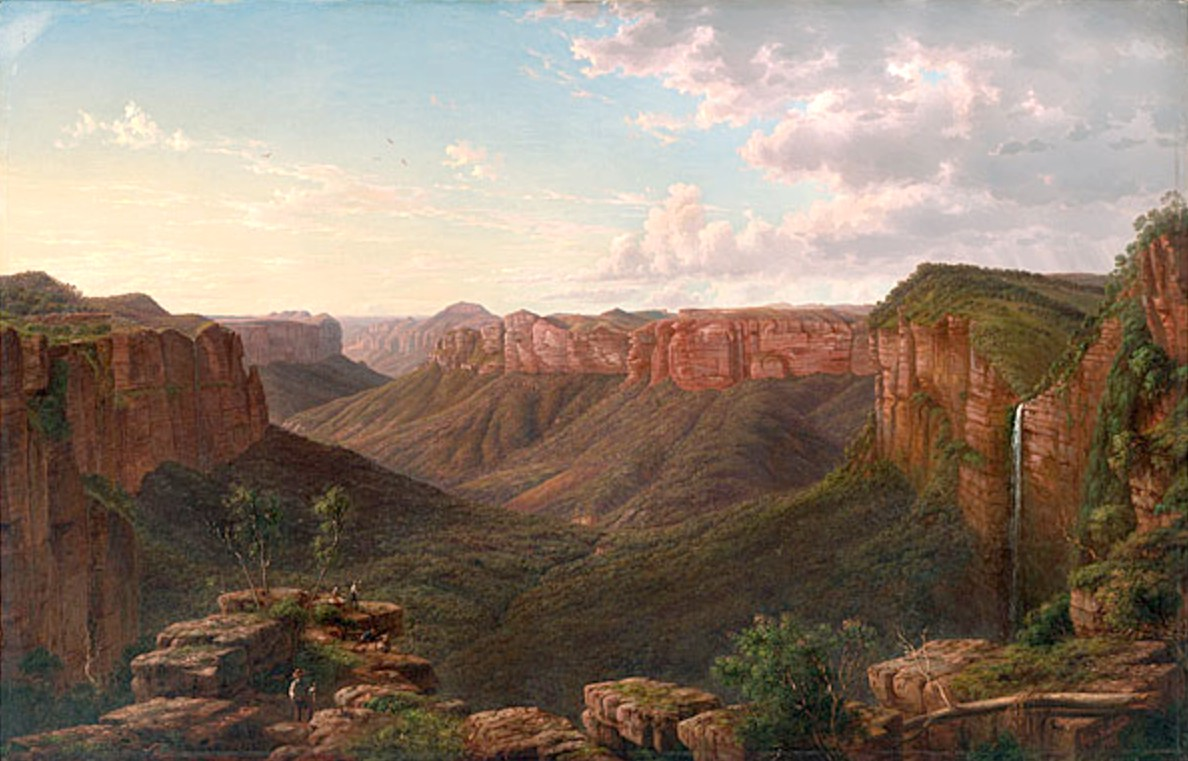
Govett's Leap and Grose River Valley, Blue Mountains, New South Wales (1873)
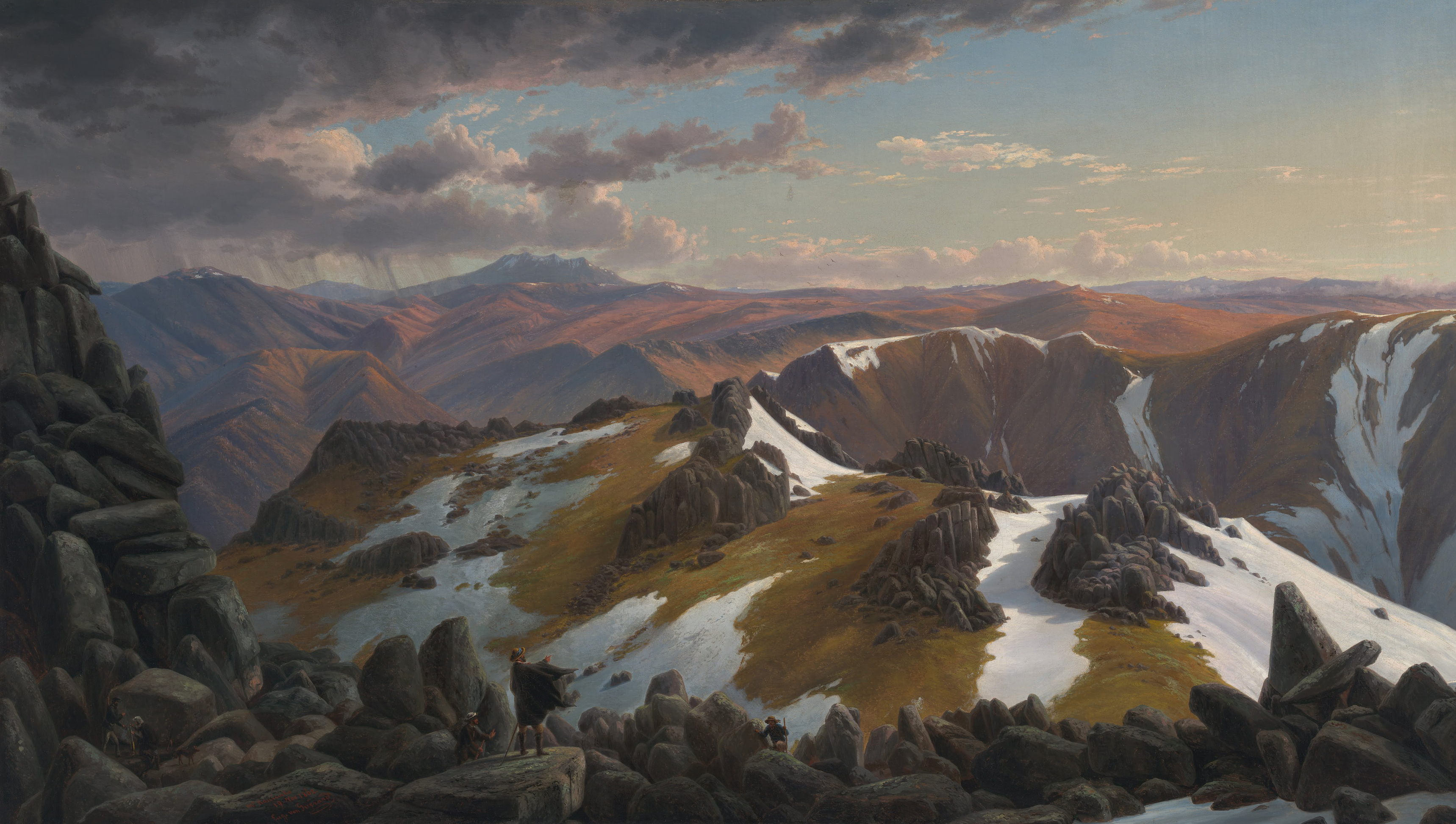
North-east View from the Northern Top of Mount Kosciusko, 1863
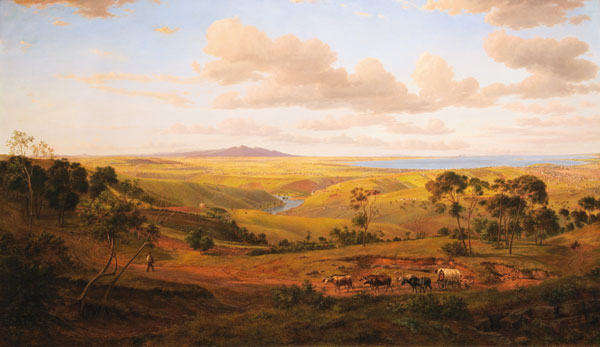
View of Geelong (1856)